# Sky 3D
Sky 3D – brytyjski kanał telewizyjny w technologii 3DTV dostępny w Wielkiej Brytanii i Irlandii na platformie cyfrowej Sky. Kanał rozpoczął emisję 3 kwietnia 2010 meczem Manchester United - Chelsea w ponad tysiącu pubów w Anglii. 1 października 2010 kanał został udostępniony dla zwykłych abonentów. Kanał nadaje filmy oraz programy rozrywkowe i sportowe przez 14 godzin na dobę.
Aby promować swój kanał telewizja wyemitowała w Boże Narodzenie 2010 program dokumentalny "Flying Monsters 3D" poprowadzony przez Davida Attenborough. Sky wyemitował również w technologii trójwymiarowej produkcje takich wytwórni jak Disney, 20th Century Fox, Universal Pictures, Warner Bros., Paramount Pictures i DreamWorks.
Kanał zakończył nadawanie dnia 7 lutego 2018 roku.